# بيوتر أنجو
بيوتر فيودوروفيتش أنجو ( بالروسية: Пётр Фёдорович Анжу );( 15 فبراير 1796 - 12 أكتوبر 1869), أميرال في البحرية الإمبراطورية الروسية ومُستَكشف للقطب الشمالي. كما أنه قد شارك في حرب الاستقلال اليونانية.